# غريتشين
غريتشين، هي مغنية وممثلة برازيلية، ولدت في 29 مايو 1959 بريو دي جانيرو في البرازيل.

## وصلات خارجية
- غريتشين على موقع IMDb (الإنجليزية)
- غريتشين على موقع ميوزك برينز (الإنجليزية)
- غريتشين على موقع أول ميوزيك (الإنجليزية)
- غريتشين على موقع ديسكوغز (الإنجليزية)
- غريتشين على موقع قاعدة بيانات الفيلم (الإنجليزية)